# 8140 Hardersen
8140 Hardersen è un asteroide della fascia principale. Scoperto nel 1981, presenta un'orbita caratterizzata da un semiasse maggiore pari a 2,7327320 UA e da un'eccentricità di 0,0691747, inclinata di 6,79841° rispetto all'eclittica.